# 張元済
張 元済（ちょう げんさい、1867年 - 1959年）は、清末・中華民国・中華人民共和国の官僚・政治家。商務印書館を主宰した出版実業家でもある。字は筱斎、号は菊生。

## 経歴
1892年、進士となり翰林院庶吉士となる。刑部主事、総理各国事務衙門章京を歴任。日清戦争後、変法運動に積極的に関わり、陶然亭集会を組織した。1897年には北京に渓学堂を創設した。戊戌の政変で免職された後に光緒帝に新書を送って引見された。上海の南洋公学（現在の上海交通大学）の訳書院の院長となり、1901年より商務印書館で翻訳を担当するようになった。
1902年商務印書館に主催として「教育を支援するをもって自らの任となす」とし、教科書の編集から出版までを行った。また、日本へと売られた中国の貴重な古籍を22年の歳月を掛けフィルムで撮り続け、百衲本の「二十四史」を編集、「四部叢刊」を写真に撮り製版、学術の名著を出版した。清政府は待遇を持って引き入れようとしたが受け入れなかった。
抗日戦争時は上海に隠遁していた。日本軍には媚びず、一方、蒋介石には相対しては国民党が戦争をすることは反対した。
編訳所の設立を提案し蔡元培を所長に招いた。教科書の編纂も担当し、夏曽佑編の『最新中学中国歴史教科書』を発行した。張元済は長期にわたって商務印書館を主宰し、後には理事長となった。1949年、第一期全国人民代表大会の代表に選出された。近代中国の出版事業に功績を残した。

## 著作・編集
- 『涵芬楼燼余書録』
- 『宝礼堂宋本書録』
- 『渉園序跋集録』
- 『校史随筆』
- 『張元済日記』
- 『張元済書札』
- 『張元済伝増湘論書尺牘』
- 『中華民族的人格』